# Dark Crystal
Pour la série télévisée, voir Dark Crystal : Le Temps de la résistance.
Pour plus de détails, voir Fiche technique et Distribution.
Dark Crystal (The Dark Crystal) est un film américain de fantasy de Jim Henson et Frank Oz, sorti en 1982. Il se déroule sur Thra, un univers imaginaire à la faune et à la flore foisonnantes, dominé par deux peuples rivaux. Deux représentants d'un troisième peuple, plus frêle, se trouvent contraints d'entreprendre une quête pour sauver le monde. L'univers visuel est conçu en grande partie par l'illustrateur Brian Froud. Les personnages et créatures du film sont entièrement animés grâce à des marionnettes.
Le film reçoit un accueil partagé dans les médias à sa sortie, les critiques portant essentiellement sur son scénario tandis que les effets spéciaux sont appréciés. Dark Crystal est cependant un succès commercial en salles et remporte plusieurs prix. Il est considéré par la suite comme un classique du genre de la fantasy au cinéma.

## Synopsis
Dans un monde appelé Thra, un gigantesque cristal, sorte de talisman gardé dans les profondeurs d'un château, accumule la lumière des trois soleils qui éclairent la planète pour la restituer sous forme d'énergie vitale aux êtres qui y vivent. Le cristal s'est assombri depuis mille ans. Thra vivait en parfaite harmonie, jusqu’au jour où le Crystal se brisa. Les UrSkeks, êtres semi-divins qui avaient élu domicile sur Thra, se scindent alors lors de la précédente grande conjonction — l'alignement cyclique des trois soleils — ils se divisent en deux races distinctes : celle des Mystiques (UrRus en version originale), êtres chevelus bons et paisibles au museau allongé, et celle des Skeksès (Skeksis en anglais), sortes de rapaces reptiliens hargneux et cruels.
Les Skeksès se sont emparés du château du Cristal pour jouir de son pouvoir amoindri et les Mystiques ont été contraints de se réfugier dans un vallon secret, loin du château. Survient alors une prophétie, émise par la gardienne des secrets Aughra, selon laquelle le pouvoir des Skeksès sera renversé et l'éclat du cristal restauré par un représentant de la race des Gelflings, êtres à l'allure elfique. Les Skeksès ne voyant pas d'autre solution que de les exterminer jusqu'au dernier, ils créent les Garthims, sortes de scarabées géants avec une lourde carapace, armés de pinces et conçus pour la razzia.
Un Gelfling réchappe à ce massacre : Jen, un jeune garçon, est sauvé par les Mystiques et élevé dans leur vallée par le maître lui-même. Celui-ci, mourant, lui révèle sa mission cruciale : retrouver l'éclat de cristal et guérir le cristal avant la prochaine grande conjonction. Commence alors sa quête, et la découverte de ce monde qu’il n’a encore jamais parcouru.
Il se rend d'abord chez Aughra, qui lui remet l'éclat peu avant d'être enlevée par les Garthims. Jen s'enfuit et croise Kira, une autre survivante Gelfling, avec qui il fait le reste du chemin. Tous deux doivent se cacher des Garthims lancés à leur poursuite et s'orienter jusqu'au château du Cristal au milieu de la nature sauvage de Thra. Les Gelflings trouvent finalement un moyen de transport rapide sous la forme de montures géantes à longues jambes. Pendant ce temps, les Mystiques sont eux aussi en route pour le château, mais à une allure beaucoup plus lente. Arrivés au château, les deux Gelflings doivent éviter les Skeksès. Kira est capturée par les Skeksès et est sur le point d'être utilisée pour une expérience macabre, mais elle s'échappe de justesse. Ils s'aventurent dans les profondeurs de l'édifice afin de replacer le fragment dans le cristal. Dans l'intervalle, les Mystiques arrivent à leur tour au château du Cristal. Un combat s'engage entre Mystiques pacifiques et Skeksès agressifs, mais il ne pourrait qu'aboutir à leur annihilation mutuelle, car chaque blessure infligée à l'un apparaît également sur son correspondant de l'autre peuple. Enfin, les deux Gelflings parviennent à replacer le fragment dans le cristal. Les Mystiques présents fusionnent avec les Skeksès pour redevenir des UrSkeks et l'harmonie est restaurée sur Thra.

## Personnages

Marionnette utilisée pour le Mystique UrRu. Exposition Jim Henson au Musée national d'histoire américaine à Washington en 2006.

Les personnages cités ici sont les personnages du film : dix Skeksès ainsi que leurs pendants, les dix Mystiques. Chacun d'entre eux représente un côté d'un des anciens UrSkeks, le Mystique représentant le côté bénéfique et le Skeksès le côté maléfique. Au début du film, ils ne sont plus que dix, contre dix-huit originellement. Asexués, ils ne peuvent se reproduire ; et chaque blessure subie par l'un rejaillit sur l'autre. Ainsi, lorsque Jen blesse skekSil, le chambellan, la même blessure apparaît sur le corps d'urSol, l'alter-égo Mystique de skekSil. La mort de n'importe lequel des deux êtres, quelle qu'en soit la cause, provoque également la mort de son opposé, ainsi lorsqu'urSu, le maître Mystique et leur chef meurt, il en va de même pour son alter-égo maléfique skekSo, l'empereur des Skeksès. Enfin lorsque skekTek tombe dans le puits de feu, son équivalent Mystique se désintègre en flammes.
| - urSu : le maître mourant - urSol : le chanteur - urYod : le numérologiste - urAmaj : le cuisinier - urZah : le gardien du rituel - urIm : le guérisseur - urNol : l'herboriste - urTih : l'alchimiste - urArc : le scribe - urUtt : le tisserand | - skekSo : l'empereur mourant - skekZok : le grand prêtre - skekSil : le chambellan - skekUng : le général et maître des Garthims - skekAyuk : le gourmet - skekNa : le maître des esclaves - skekEkt : l'ornementiste - skekOk : le gardien des parchemins - skekShod : le trésorier - skekTek : le savant |

## Fiche technique
- Titre original : The Dark Crystal
- Titre français : Dark Crystal
- Réalisation : Jim Henson et Frank Oz
- Scénario : David Odell d'après l'histoire de Jim Henson
- Musique : Trevor Jones
- Direction artistique : Brian Froud, Wendy Midener
- Décors : Brian Froud, Harry Lange, Charles Bishop, Terry Ackland-Snow (de), Malcolm Stone, Brian Ackland-Snow et Peter Young
- Costumes : Val Johnston et Leisja Limmer
- Photographie : Oswald Morris
- Effets spéciaux: Roy Field et Brian Smithies (effets visuels), Ian Wingrove (effets mécaniques), Ben Burtt (effets sonores), John Stephenson
- Montage : Ralph Kemplen
- Production : Jim Henson, Gary Kurtz et David Lazer
- Sociétés de production : Henson Associates, ITC Entertainment
- Société de distribution : Universal Pictures
- Budget : 15 000 000 $ (estimation)
- Pays de production :  États-Unis -  Royaume-Uni
- Langue originale : anglais
- Format : couleur - 35 mm - 2,35:1 - son Dolby stéréo
- Genre : fantasy
- Durée : 88 minutes
- Dates de sortie :
  - États-Unis et Royaume-Uni : 17 décembre 1982
  - France : 23 mars 1983

## Distribution

### Interprètes et voix originales[1]
| Manipulateurs - Jim Henson : Jen / skekZok - Kathryn Mullen : Kira - Frank Oz : Aughra / skekSil - Dave Goelz : Fizzgig / urSu / skekUng - Brian Muehl : skekEkt / urSu / urZah - Mike Quinn : skekNa - Louise Gold : skekAyuk - Steve Whitmire : skekTek / Kira (assistant) - Swee Lim : skekMal / un échassier du vent - Tim M. Rose : skekShod - Bob Payne : skekOk - Hugh Spight : urAmaj - Jean-Pierre Amiel : urUtt / un échassier du vent - Robbie Barnett : urYod / un échassier du vent - Simon Williamson : urSol - Hus Levant : urArc - Toby Philpott : urTih - David Greenaway : urIm | Voix originales - Stephen Garlick : Jen - Lisa Maxwell : Kira - Billie Whitelaw : Aughra - Jerry Nelson : skekZok / skekSo - Barry Dennen : skekSil / podlings - Percy Edwards : Fizzgig - Brian Muehl : urSu / skekEkt - Sean Barrett : urZah - Michel Kilgariff : skekUng - David Buck : skekNa - Thick Wilson : skekAyuk - Steve Whitmire : skekTek - Charles Collingwood : skekShod - John Baddeley : skekOk - Joseph O'Conor : un urSkek / narrateur |

### Voix françaises
- Vincent Ropion : Jen
- Dorothée Jemma : Kira
- Lita Recio : Aughra
- Maïk Darah : skekSil / podlings
- René Bériard : urSu
- Jacques Berthier : skekUng
- Georges Atlas : skekZok
- Serge Lhorca : skekEkt
- Henry Djanik : skekNa
- Teddy Bilis : skekTek
- Louis Arbessier : urSkek
- Marc Cassot : narrateur

Doublage réalisé au studio SIS (Société Industrielle de Sonorisation).

## Conception du film

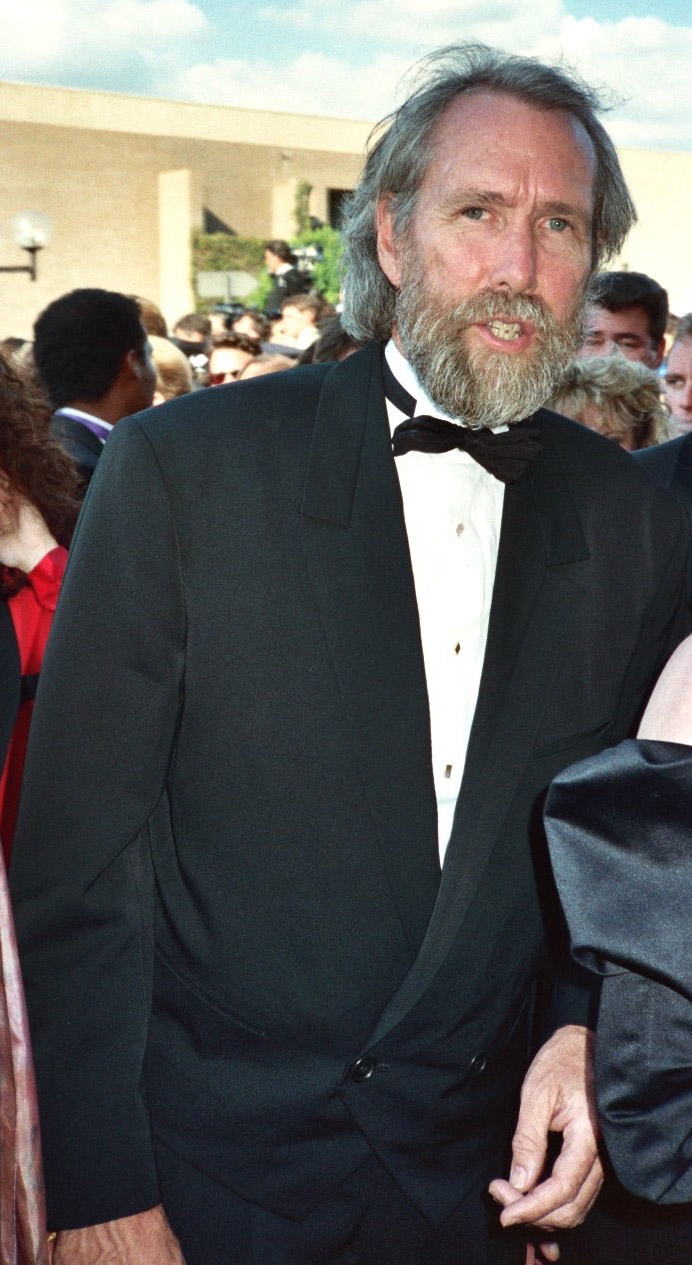
Jim Henson à la cérémonie des Emmy Awards en 1989.

### Idée originale
Jim Henson découvre le travail de Brian Froud en 1976 et entame des démarches pour une possible collaboration avec l'artiste. L'année suivante, un accord est passé sur un projet de film.

### Financement
Jim Henson investit toute sa fortune personnelle dans la conception de Dark Crystal.

### Création de l'univers
Les Skeksès devaient à l'origine parler leur propre langue construite et les dialogues étaient sous-titrés. Cette idée fut cependant abandonnée car le public test trouvait qu'ils détournaient trop l'attention. On peut trouver certaines des scènes dans cette version dans les compléments de l'édition du film en DVD.
Les Mystiques devaient au départ s'appeler les UrRus. Il en reste une seule réminiscence dans le film. Lors de la scène de la Grande Conjonction, on peut en effet entendre dans la version originale un Skeksès qui les appelle de cette façon.

### Animation
Dark Crystal est un film techniquement atypique car il n'utilise pas les techniques classiques d'animation et apparaît bien avant l'avènement de l'animation numérique. Tous les personnages sont des marionnettes, aucun d'entre eux n'est un humain (excepté sur deux ou trois plans larges) ou un animal « maquillé ».
Pour le tournage proprement dit, Jim Henson recherche un mime capable d'animer les personnages et de diriger les chorégraphies de marionnettes, mais il n'en trouve ni aux États-Unis ni en Angleterre. En 1979, il entend parler du mime Jean-Pierre Amiel, qui vient de recevoir un prix au Festival international d'Edimbourg. Henson lui fait passer une audition en l'invitant à animer un Garthim (sorte de scarabée géant utilisé par les Skeksès). Aussitôt convaincu par le résultat, il engage Jean-Pierre Amiel ainsi que son épouse Claude. Henson et Jean-Pierre Amiel font passer une audition à près de 1 500 personnes et en retiennent une cinquantaine. Jean-Pierre Amiel consacre huit mois à former et entraîner ces mimes. Chaque personnage donne lieu à la conception d'un ensemble de mouvements, démarches et gestes, la directive de Henson étant que le résultat paraisse le plus naturel possible.
Les personnages les plus grands sont animés par plusieurs personnes qui doivent coordonner leurs gestes. Chaque Mystique est ainsi animé par cinq personnes cachées à l'intérieur de la marionnette et qui se coordonnent à l'aide de petits écrans de contrôle. L'animation des Mystiques mobilise à elle seule une cinquantaine de personnes.
Le tournage du film a lieu sur les plateaux des studios de Humpstead, au Royaume-Uni, dans la région de Londres. Tous les décors sont reconstitués à la taille naturelle, à l'exception du château pour lequel on utilise une maquette. Outre l'animation des personnages principaux, la faune et la flore présentes dans chaque décor sont animés par des personnes cachées en dessous. Le tournage dure un an et demi.

## Accueil critique
À sa sortie aux États-Unis, Dark Crystal reçoit un accueil mitigé dans les médias. Dans le New York Times, Vincent Canby livre une critique défavorable au film, qu'il considère comme « du J. R. R. Tolkien dilué ». S'il apprécie l'effort évident investi dans le film, il déplore un certain manque de lisibilité des images finales. Mais c'est envers le scénario qu'il se montre le plus critique, puisqu'il le juge « dépourvu de charme comme d'intérêt ».
A sa sortie en France, Première loue le film parlant d'un film somptueux, baroque et flamboyant. Le Monde parle quant à lui d'un petit chef-d'œuvre tout en mentionnant les récompenses et prix obtenus par le film. 
En dépit de cet accueil initial variable de l'autre côté de l'Atlantique, le film acquiert peu à peu une meilleure réputation, en particulier auprès des amateurs de la fantasy. Dans les années 2000, il est considéré par les spécialistes de la fantasy comme un classique du genre au cinéma.
Dans sa critique, Télérama apprécie le film tant pour sa mise en scène fantastique que ses décors. Les Inrockuptibles rappellent que le scénario du film n'a rien d'original avec le voyage du héros mais que les techniques d’animation utilisées donnent tout son aspect culte au film.
Le film est devenu culte ensuite avec les années, et une exposition lui a été consacré en 2018-2019.

## Distinctions

### Récompenses
- Festival international du film fantastique d'Avoriaz 1983 : Grand prix[16]
- Festival international de cinéma imaginaire et de science-fiction de Madrid (Imagfic) 1983 : prix du jury et prix du public[17]
- Saturn Awards 1983 : Meilleur film de fantasy

### Nominations
- Saturn Awards 1983 :
  - Meilleurs effets spéciaux pour Roy Field et Brian Smithies
  - Meilleure affiche
- Hugo Awards 1983 : Meilleure présentation dramatique pour Jim Henson, Frank Oz, Gary Kurtz, David Odell
- BAFA 1984 : Meilleurs effets visuels pour Roy Field, Brian Smithies et Ian Wingrove[18]

## Produits dérivés

### Livres
Un roman a été tiré du film, écrit en 1982 par Anthony Charles H. Smith (en) aux éditions Henry Holt & Company, et traduit en français en 1983 aux éditions Presses de la Cité dans la collection Futurama Superlights (sans nom de traducteur). Jim Henson fournit à A. C. H. Smith le scénario du film, lui donne librement accès au tournage et à de nombreux dessins de production et ébauches préparatoires de l'univers, en vérifiant la cohérence entre l'univers du film et celui du roman mais l'autorisant à étoffer l'histoire. Henson surveille attentivement l'élaboration du roman, qu'il relit et annote.
Un artbook contenant des croquis et des dessins conceptuels du film réalisés par Brian Froud, intitulé The World of The Dark Crystal, et rédigé par J.J. Llewellyn, est sorti en 1982. Une première réédition sort en 2003, une troisième réédition est prévue en janvier 2020.
Une série de romans pour la jeunesse formant une préquelle au film est publiée par J. M. Lee en 2016-2017, en deux tomes : Les Ombres du Dark Crystal (Shadows of the Dark Crystal) et Le Chant du Dark Crystal (Song of the Dark Crystal).
Le film a été adapté en bande dessinée aux éditions Marvel aux États-Unis et publié en France aux éditions Lug dans un album à la couverture originale française de Jean Frisano. Le scénario est signé David Kraft et les dessins de Bret Blevins.

### Bande originale
La musique originale de Dark Crystal a été rééditée en CD en 2007 pour le vingt-cinquième anniversaire du film, sur le label La-La Land Records. Elle comporte treize morceaux composés par Trevor Jones et interprétés par le London Symphony Orchestra, dirigé par Marcus Dods.
1. The Dark Crystal Overture (3:11)
2. The Power Ceremony (3:57)
3. The Storm (1:03)
4. The Mystical Master Dies (0:51)
5. The Funerals/Jen's Journey (5:25)
6. The Seksis' Funeral (2:42)
7. The Pod Dance (3:14)
8. Love Theme (3:17)
9. Gelfling Song (2:22)
10. The Gelfling Ruins (2:43)
11. The Landstrider Journey (0:44)
12. The Great Conjunction (4:13)
13. Finale (7:14)

Durée totale : 00:40:56

### Jeu vidéo
Un jeu vidéo dérivé du film, The Dark Crystal, conçu par Roberta Williams, est sorti en 1983 sur disquette pour les ordinateurs Apple II et Atari 8-bit. Il s'agit d'un jeu d'aventure.

## Postérité
Le multi-instrumentiste canadien Devin Townsend a intitulé une chanson Skeksis sortie en 2005 en référence aux Skeksès, dans l'album Alien de son groupe de metal Strapping Young Lad.

## Version restaurée
À l'occasion de son 35e anniversaire, une version restaurée 4K du film est sortie en France par le distributeur indépendant Mary-X Distribution le 9 janvier 2019.

## Suites

### Projet abandonné de suite au cinéma
Une suite, appelée en anglais Power of the Dark Crystal avait été annoncée en 2009 par la Jim Henson Company. Ce film, qui aurait dû être réalisé par Genndy Tartakovsky, devait conter les aventures d'une mystérieuse fille de feu qui, avec l'aide d'un paria Gelfling, vole un éclat du Cristal légendaire dans le but de faire revivre le soleil mourant se trouvant au centre de la planète. Initialement prévu pour 2011, le film a été abandonné. Son scénario a été cependant repris et adapté en un comic également appelé Power of the Dark Crystal, par Simon Spurrier et Kelly et Nichole Matthews. Le comic est publié chez Archaia ; sa publication a commencé en février 2017.

### Préquelle en série télévisée
Le 18 mai 2017, Netflix révèle avoir commandé une série télévisée de 10 épisodes qui formeront la préquelle du film : Dark Crystal : Le Temps de la résistance. Il est indiqué que la série sera produite par la Jim Henson Company et que le tournage débutera durant l'automne 2017. Un teaser est mis en ligne le même jour. La diffusion débute le 30 août 2019. Le 22 septembre 2020, le site Allocine annonce que la série est annulée et qu'il n'y aura pas de 2ème saison.